# NDI
NDI (Network Device Interface, česky „Rozhraní síťového zařízení“). Jedná se o bezplatný protokol, který umožňuje aplikacím a zařízením přenášet vysoce kvalitní video přes gigabitové ethernetové sítě, vyvinutý společností NewTek v roce 2015. Byl navržen tak, aby umožňoval distribuci živého videa s nízkou latencí přes stávající IP infrastrukturu, čímž osvobozuje uživatele od hardwarových omezení a přináší výhody snížení nákladů a doby nasazení. Společnost zpřístupnila NDI pro veřejnost roku 2016.
V roce 2017 byla vydána 3. verze protokolu, která přidala podporu více směrového vysílání (multicast), režim s vysokou účinností nazvaný NDI-HX a další funkce.
V roce 2019 vyšla verze NDI 4.0 a skupina Vizrt oznámila získání společnosti NewTek. NDI a NewTek byly rozděleny a NDI zůstala jako samostatná značka.
V roce 2021 NDI vydala verzi 5, která obsahuje nové funkce jako je schopnost nahrávat neomezené zdroje videa pro střih s přesností snímků z více kamer, nebo přenos kompletních NDI streamů přes LAN, WAN nebo veřejný internet pomocí NDI Bridge.
Nejnovější verze, NDI 5.6, byla vydána v červenci 2023.
Funkce NDI 5.6
- Optimalizace SDK
- Podpora alfa kanálu pro dekódování NDI založené na FPGA
- Rozšířená hardwarová integrace (kompatibilita s Intel Arria-10 FPGA)

## Technologie

### Komprese
Video streamy jsou komprimovány pomocí NDI a dodávány po síti v poměru 15:1 ve srovnání s nekomprimovaným videem stejného formátu. NDI s rostoucím rozlišením snímků zvyšuje kompresi. Obrázky s nižším rozlišením často vypadají lépe, vzhledem k tomu, že prochází menší kompresí. Některé z jiných formátů pro kompresi videa mají čistší kompresi než NDI, ale vyžadují několikanásobně vyšší šířku pásma.

### Šířka pásma NDI
Šířka pásma NDI funguje nejefektivněji ve vyhrazené síti s velkou šířkou pásma a vysokou dostupností. Tento přístup se liší od neřízených prostředí, jako je veřejné internetové prostředí, nebo sítě, kde video sdílí místo s daty bez určení priority. Gigabitové sítě jsou klíčové pro produkční pracovní postupy. Průměrný NDI stream s videem 1080 60P vyžaduje datovou propustnost až 150 Mbps na jeden stream. Tento stream je navržen s nízkou latencí okolo ~16ms  a umožňuje více proudů spojit na jedné gigabitové síti. I tak však produkční prostředí může vyžadovat vyšší kapacitu v závislosti na současném počtu NDI streamů.
Odhad využití šířky pásma na video stream NDI pro typické formáty doručení: 
| Formát videa        | Šířka pásma |
| ------------------- | ----------- |
| SD video            | 20 Mbps     |
| 1080p50/59.94 video | 125Mbps     |
| 720p50/59.94 video  | 90Mbps      |
| UHDp30 video        | 200Mbps     |
| 1080i50/59.94 video | 100Mbps     |
| UHDp60 video        | 250Mbps     |

### Minimální systémové požadavky[9][10]

#### Podporované operační systémy:
- 64bitový operační systém Microsoft® Windows 7 nebo lepší
- MacOS 10.13 nebo lepší

#### Podporované procesory:
- Intel nebo AMD CPU s SSE4 nebo lepší

- Apple M1 Silicon CPU nebo lepší

#### Další doporučení:
- nVidia nebo Intel GPU
- 8 GB RAM nebo lepší
- Gigabitové připojení nebo lepší
- Displej s rozlišením obrazovky 1024 x 768 nebo vyšším

### Zařízení podporující NDI[11]

#### Software pro produkci videa
- Livestream Studio
- MimoLive
- NewTek
- OBS (Open Broadcaster Software)
- vMix
- Wirecast
- Wowza
- xSplit

#### Grafický software
- EasyWorship
- Panamation
- ProPresenter
- Resolume
- Sportzcast

#### Výrobci hardwaru NDI
- Magewell
- Kiloview
- BirdDog
- HuddleCamHD
- PTZOptics
- Epiphan
- LiveU
- Teradek
- SONY
- Panasonic
- Tally-Lights

Tito výrobci se zabývají výrobou a zařízení a technologií, jako jsou videokamery, videokonferenčního vybavení, zařízení pro kompresi a přenos videa, nebo NDI kodeky.